# Abatoleon dolichogaster
Abatoleon dolichogaster is een insect uit de familie van de mierenleeuwen (Myrmeleontidae), die tot de orde netvleugeligen (Neuroptera) behoort. 
Abatoleon dolichogaster is voor het eerst wetenschappelijk beschreven door Navás in 1915.